# Матвеева, Альбина Борисовна
Альби́на Бори́совна Матве́ева (25 января 1939, Москва, СССР — 5 декабря 2016, Москва, Россия) — советская и российская актриса; народная артистка Российской Федерации (2007).

## Биография
Родилась в Москве. После школы окончила МГТУ имени Баумана, работала в системе Академии наук СССР и даже приступила к работе над диссертацией, однако решила стать актрисой. В 1968 году окончила Московское театральное училище им. Щепкина (курс В. Коршунова, однокурсница Валерия Баринова, Валентины Паниной), училась также у Лидии Дейкун и Аркадия Благонравова. В 1969 году была принята в труппу Театра на Малой Бронной, в котором сыграла больше 30 ролей.
Играла также в авторском антрепризном театре Валентина Дудникова.
Умерла 5 декабря 2016 года в Москве на 78-м году жизни. Похоронена на Митинском кладбище.

## Награды и премии
- Заслуженная артистка России (10 июня 1992) — за заслуги в области киноискусства[7]
- Народная артистка России (14 июля 2007)[8]

## Работы в театре
- «Анна Каренина» Л. Н. Толстого — графиня Лидия Ивановна
- «Брат Алёша» В. Розова — Нина
- «Отелло» У. Шекспира — Бьянка
- «Месяц в деревне» И. С. Тургенева — Елизавета Богдановна (1977)
- «Веранда в лесу» И. Дворецкого — Аня
- «Лето и дым» Т. Уильямса — миссис Бэссит
- «Дорога» Н. В. Гоголя — Софья Ивановна
- «Если…» С. Алёшина — Валентина
- «Ленушка» Л. Леонова — Устя
- «Волки и овцы» А. Н. Островского — Купавина
- «Детектив Каменного века» А. Володина — вдова
- «Вариации Феи Драже» А. Кутерницкого — Зинаида
- «Покровские ворота» Л. Зорина — Светлана
- «Их четверо» Г. Запольской — швея

## Фильмография
1. 1972 — Следствие ведут ЗнаТоКи. Несчастный случай — свидетельница (нет в титрах)
2. 1973 — В номерах — дочь полковницы
3. 1973 — Человек со стороны — подруга Манагарова
4. 1973—1983 — Вечный зов — Галина, жена Алейникова
5. 1977 — Личное счастье — Леокадия Кривоногова, актриса
6. 1977 — Хочу быть министром — Эра Васильевна
7. 1977 — Следствие ведут ЗнаТоКи. Любой ценой — свидетельница (нет в титрах)
8. 1979 — Поэма о крыльях — медсестра
9. 1980 — Неоконченный урок — Анфиса Ильинична Панкратова
10. 1981 — Единственный мужчина — Марья Николаевна Козлова
11. 1981 — Ночь председателя — Серафима
12. 1983 — Берег (СССР, ФРГ) — Лида, жена Никитина
13. 1983 — Месяц в деревне — Елизавета Богдановна
14. 1985 — Законный брак — Евгения Филатова
15. 1986 — Звездочёт — Ярослава Соболева (Софи Вайнерт)
16. 1987 — Брод — мать
17. 1988 — Билет в один конец — завуч
18. 1988 — Защитник Седов — Ольга, жена Седова
19. 1990 — Домик у околицы — сестра Афанасия Николаевича
20. 1994 — Белый праздник — жена доктора
21. 2004 — Год Лошади: Созвездие скорпиона
22. 2006 — Добрая весть (Беларусь)
23. 2006 — Маяк